# Gloria Sierra
Gloria Treviño Sierra (Monterrey, Nuevo León, Mexique; 27 juillet 1981), est une actrice mexicaine sortie du Centro de Educación Artística (CEA) de Televisa. Elle a débuté dans le telenovela Muchachitas como tú.

## Télévision

### Telenovelas
- Muchachitas como tú (Televisa 2007) - Mónica Sánchez-Zúñiga
- Palabra de mujer (Televisa 2007)
- Al diablo con los guapos (Televisa 2008) - Nerfetiti
- Zacatillo, un lugar en tu corazón (Televisa 2010) - Ximena

### Séries de télévision
- La rosa de Guadalupe (Televisa)
  - Tú menos que nadie (2008) - Florencia
- Mujeres asesinas 3 (Televisa)
  - Annette y Anna, nobles (2010) - Inna